# Die Leber wächst mit ihren Aufgaben
Die Leber wächst mit ihren Aufgaben ist ein Buch des Komikers und Arztes Eckart von Hirschhausen, das im April 2008 im Rowohlt Verlag veröffentlicht wurde.

## Inhalt
Das Buch ist eine Anekdotensammlung, die „Komisches aus der Medizin“ behandelt. So werden Alltagsphänomene beschrieben, auf deren Lösungen, die meist einen medizinisch-wissenschaftlichen Ursprung haben, eingegangen wird, um selbige Lösungsansätze aus Hirschhausens medizinischer Perspektive zu veralbern.
Charakteristisch ist, dass Hirschhausens Buch, bis auf den allgemeinen medizinischen Kontext der Veralberung, keinen wirklichen „Roten Faden“ besitzt. So sagt Hirschhausen selbst im Nachwort: „Wenn sie einen roten Faden in diesem Buch gefunden haben, dürfen sie ihn gerne behalten.“ und impliziert somit, dass der Sinn des Buches vor allem in der Unterhaltung des Lesers liegt. Des Weiteren wird auch nicht der Anspruch auf ein wissenschaftlich einwandfreies Werk erhoben, wie sich im „Erratum“ im Anhang des Buches zeigt, wo etwaige sachliche Fehler nachträglich, also erst im Anhang, korrigiert werden, um so die Pointen nicht zu ruinieren. So wird im Erratum auch noch einmal Hirschhausens Stellung als Komiker und nicht als Mediziner hervorgehoben „Danke an alle Leser, die sich um die Korrekturen verdient gemacht haben, von Morgenlatte über Enthaarung bis Jungfrauengeburt – ich bin stolz auf Sie und freue mich, als Komiker so ernst genommen zu werden, dass man mich auf Fehler hinweist“.
Trotz alledem lässt sich, als das am häufigsten wiederkehrende Element, Mythenbildung als übergeordnetes Thema nennen. So werden in vielen Bereichen des Buches, unabhängig von dem jeweiligen Kapitel, Mythen im Alltag und in der Medizin thematisiert. Diese Mythen bestehen zum Beispiel aus unwirksamen Arzneimitteln „Wenn dich einer anniest, ganz schnell in die Apotheke rennen, Rachenspray kaufen, hinterhersprühen, und dann soll dir nichts passieren. Das ist medizinisch so plausibel, wie eine Schwangerschaft zu verhüten, indem man nach ungeschütztem Sex eine halbe Stunde lang auf einer Packung Kondomen herum kaut.“. Ähnlich werden auch nicht-medizinische Mythen wie Astrologie, das Rubbeln der Münze am Automaten, das Heimspiel oder die Morgenlatte thematisiert.
Die Anekdoten sind in 13 Kapitel aufgeteilt und nach Themen gegliedert. Diese Themen sind: Männer und Frauen, Sex und seine Folgen, Nachts, Sport, Essen, Mensch und Tier, Gesundheit, Krankheit, Ärzte, Alternativmedizin, Seele und Geist, Moderne Technik und Wahnsinn im Alltag. Die Anekdotenlänge liegt zwischen einer und vier Seiten.

## Illustrationen
Einem Großteil der Unterkapitel liegt ein entsprechender, zum Thema passender Comic bei, gezeichnet von Erich Rauschenbach. Das Unterkapitel „Anti-Aging – Fangt die Radikalen!“ aus dem Kapitel „Gesundheit“ beispielsweise enthält einen Comic, in dem zwei Männer mittleren Alters gemeinsam an einem Tisch sitzen. Im ersten Bild sagt einer der Männer zum Anderen: „Ich habe in letzter Zeit Probleme mit dem Älterwerden…“. Im nächsten fügt er hinzu: „…speziell mit dem meiner Frau“. Dieses Beispiel zeigt gut, dass in Hirschhausens Buch besonders Alltagsprobleme, wie das Älterwerden oder die Ehe, thematisiert werden.

## Charakteristischer Humor

### Umgekehrte Logik
Als wiederholtes humoristisches Element lässt sich des Weiteren eine von Hirschhausen angewandte umgekehrte Logik feststellen. In dem Unterkapitel „Sauna – Ungeheures aus Well – Ness“, in dem sich über unangenehme Momente in der Sauna ausgelassen wird, stellt Hirschhausen die These auf, dass in der Sauna, aufgrund der allgemeinen Nacktheit jeder vor sich hin phantasieren würde. Als gängige Phantasie offenbart er jedoch entgegen den Erwartungen: „Wie der oder die wohl angezogen aussieht…?“
Genauso wird das Phänomen der rauchenden Ärzte behandelt: „An dem weißen Kittel prallen alle Gefahren ab, so wie an einem Superman-Cape. »Unter uns, wieso soll Tabak rauchen denn so gefährlich sein, ist doch rein pflanzlich«. Mit diesem Argument rauchen auch viele Ärzte ohne Filter, damit daran bloß keine Vitamine hängen bleiben.“

### Wortspiele
Des Weiteren werden häufig Wortspiele eingebaut: „Die hochgeschätzte Soziologin sollte endlich Selbsthilfegruppen einrichten – für die Computer. Für Mäuse die sich nur hin und her geschoben fühlen, für traumatisierte Hightech-Tastaturen, die durch die Kabellosigkeit unter Bindungsangst leiden. Ein geschützter Raum wo Hardware endlich ihre weichen Seiten kennenlernt.“

## Rezeption
Das Buch wurde als „Spiegel Bestseller“ ausgezeichnet.

„Dass Harald Schmidt, der wohl prominenteste Hypochonder im Lande, sich als Dauergast einen Arzt in seine Sendung holt, ist nicht weiter erstaunlich und könnte innerhalb des Trios Schmidt, Pocher, ‚Dr. med. von Hirschhausen‘ theoretisch sogar amüsant sein. Von der Humortauglichkeit des Mediziners kann man sich anhand des Buchs ‚Die Leber wächst mit ihren Aufgaben‘ ein Bild machen. Lesen kann man dieses fast zwanghaft um Witz bemühte Potpourri aus Histörchen und Späßchen indes kaum; es sei denn, man findet es komisch, wenn Friseure ‚Spezialisten für einschneidende Erlebnisse‘ genannt werden – von anderen, erheblich derberen Entgleisungen zu schweigen. Gelegentlich werden denn auch medizinische Randgebiete gestreift: Beim Kieferorthopäden bleibt einem ‚der Kiefer offen stehen‘, bei Depressionen hilft ‚Gassigehen mit dem Schweinehund‘. Im Nachwort erfährt man vom Autor, dass ‚das Beglückendste am Schreiben sei, wenn man sich selbst überrascht‘. Bemerkenswert das Zeugnis, das sich der Doktor selbst ausstellt: Arzt und Komiker hätten die Fähigkeit, ‚genau zu beobachten und die Perspektive wechseln zu können‘. Der Nächste bitte!“

Die Rezension der Frankfurter Allgemeinen Sonntagszeitung hingegen, welche gegensätzlich zu der der FAZ ausfiel, wurde sogar auf dem Buchrücken abgedruckt:

„Man muss sich Hirschhausen als einen glücklichen, weil glückbringenden Menschen vorstellen.“

„Wer zu ihm in die Sprechstunde kommt, hat garantiert viel zu lachen.“

„Weißer Kittel, schwarzer Humor.“